# Biesheim
Ne doit pas être confondu avec Bischheim.
Biesheim [bisaim]  est une commune française située dans la circonscription administrative du Haut-Rhin et, depuis le 1er janvier 2021, dans le territoire de la Collectivité européenne d'Alsace, en région Grand Est.
Cette commune se trouve dans la région historique et culturelle d'Alsace. Ses habitants sont appelés les Biesheimois et les Biesheimoises.

## Géographie

### Localisation
Biesheim est bordée à l'est par le Rhin.
|             | Kunheim     |                                   |
| Widensolen  | Biesheim    | Le Rhin Vieux-Brisach (Allemagne) |
| Wolfgantzen | Volgelsheim |                                   |

### Hydrographie

#### Réseau hydrographique
La commune est dans le bassin versant du Rhin au sein du bassin Rhin-Meuse. Elle est drainée par le canal du Rhône au Rhin, le Grand canal d'Alsace, le Rhin, le canal de Neuf-Brisach, le ruisseau du Muhlbach de la Hardt et le Muhlbach de Schoenau,.
Le canal du Rhône au Rhin est un canal français qui relie la Saône, affluent navigable du Rhône, au Rhin, par la vallée du Doubs et son prolongement en Haute Alsace jusqu'à Niffer sur le Rhin, un autre prolongement rejoignant Strasbourg par la canalisation de l'Ill. La commune est sur la section qui relie Valdieu-Lutran à Saint-Symphorien-sur-Saône. 
Le Grand canal d'Alsace, d'une longueur de 93 km, prend sa source dans la commune de Schœnau et se jette  dans le Rhin à Erstein, après avoir traversé 31 communes. 
Le Rhin, long de 1 233 km est le plus long fleuve se déversant dans la mer du Nord et de l'une des voies navigables les plus fréquentées du monde. Il traverse la Suisse, l'Autriche, l'Allemagne et les Pays-Bas et marque la frontière entre l'Allemagne et la France. 
Le canal de Neuf-Brisach, d'une longueur de 35 km, est un canal, chenal non navigable qui relie la commune  à Kunheim, où il se jette dans le canal du Rhône au Rhin. 
Le ruisseau du Muhlbach de la Hardt, d'une longueur de 38 km, prend sa source dans la commune de Ottmarsheim et se jette  dans le canal de Neuf-Brisach sur la commune, après avoir traversé 15 communes. 
Le Muhlbach de Schoenau, d'une longueur de 31 km, prend sa source dans la commune  et se jette  dans la canal d'alimentation du Bassin de Plobsheim à Sundhouse, après avoir traversé dix communes. 

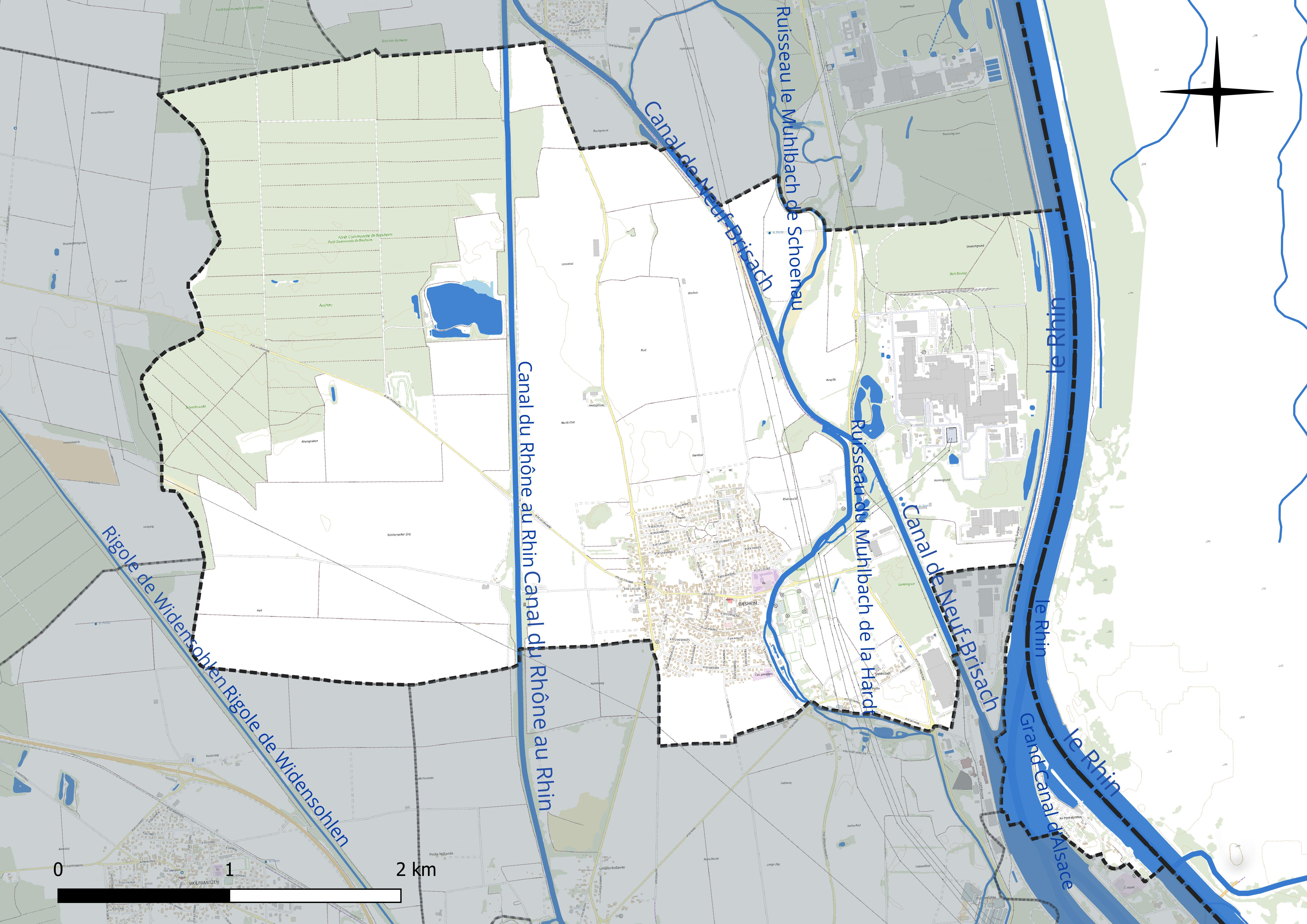
Réseau hydrographique de Biesheim.

#### Gestion et qualité des eaux
Le territoire communal est couvert par le schéma d'aménagement et de gestion des eaux (SAGE) « Ill Nappe Rhin ». Ce document de planification concerne la nappe phréatique rhénane, les cours d'eau de la plaine d'Alsace et du piémont oriental du Sundgau, les canaux situés entre l'Ill et le Rhin et les zones humides de la plaine d'Alsace. Le périmètre s’étend sur 3 596 km2. Il a été approuvé le 17 janvier 2005. La structure porteuse de l'élaboration et de la mise en œuvre est la région Grand Est. 
La qualité des cours d’eau peut être consultée sur un site dédié géré par les agences de l’eau et l’Agence française pour la biodiversité. 

### Climat
Pour des articles plus généraux, voir Climat du Grand Est et Climat du Haut-Rhin.
En 2010, le climat de la commune est de type climat océanique altéré, selon une étude du Centre national de la recherche scientifique s'appuyant sur une série de données couvrant la période 1971-2000. En 2020, Météo-France publie une typologie des climats de la France métropolitaine dans laquelle la commune est exposée à un climat semi-continental et est dans la région climatique Alsace, caractérisée par une pluviométrie faible, particulièrement en automne et en hiver, un été chaud et bien ensoleillé, une humidité de l’air basse au printemps et en été, des vents faibles et des brouillards fréquents en automne (25 à 30 jours).
Pour la période 1971-2000, la température annuelle moyenne est de 10,5 °C, avec une amplitude thermique annuelle de 17,8 °C. Le cumul annuel moyen de précipitations est de 629 mm, avec 7,6 jours de précipitations en janvier et 9,7 jours en juillet. Pour la période 1991-2020, la température moyenne annuelle observée sur la station météorologique de Météo-France la plus proche, « Colmar-Inra », sur la commune de Colmar à 15 km à vol d'oiseau, est de 11,3 °C et le cumul annuel moyen de précipitations est de 558,0 mm. 
La température maximale relevée sur cette station est de 39,6 °C, atteinte le 13 août 2003 ; la température minimale est de −22,5 °C, atteinte le 22 février 1986,,.
Les paramètres climatiques de la commune ont été estimés pour le milieu du siècle (2041-2070) selon différents scénarios d'émission de gaz à effet de serre à partir des nouvelles projections climatiques de référence DRIAS-2020. Ils sont consultables sur un site dédié publié par Météo-France en novembre 2022.

## Urbanisme

### Typologie
Au 1er janvier 2024, Biesheim est catégorisée bourg rural, selon la nouvelle grille communale de densité à sept niveaux définie par l'Insee en 2022.
Elle appartient à l'unité urbaine de Biesheim, une unité urbaine monocommunale constituant une ville isolée,. Par ailleurs la commune fait partie de l'aire d'attraction de Colmar, dont elle est une commune de la couronne,. Cette aire, qui regroupe 95 communes, est catégorisée dans les aires de 50 000 à moins de 200 000 habitants,.

### Occupation des sols
L'occupation des sols de la commune, telle qu'elle ressort de la base de données européenne d’occupation biophysique des sols Corine Land Cover (CLC), est marquée par l'importance des territoires agricoles (56,9 % en 2018), une proportion sensiblement équivalente à celle de 1990 (57,5 %). La répartition détaillée en 2018 est la suivante :
terres arables (48,8 %), forêts (25,8 %), zones industrielles ou commerciales et réseaux de communication (7,2 %), zones agricoles hétérogènes (6,8 %), zones urbanisées (5,9 %), eaux continentales (3,2 %), prairies (1,3 %), espaces verts artificialisés, non agricoles (1 %). L'évolution de l’occupation des sols de la commune et de ses infrastructures peut être observée sur les différentes représentations cartographiques du territoire : la carte de Cassini (XVIIIe siècle), la carte d'état-major (1820-1866) et les cartes ou photos aériennes de l'IGN pour la période actuelle (1950 à aujourd'hui).

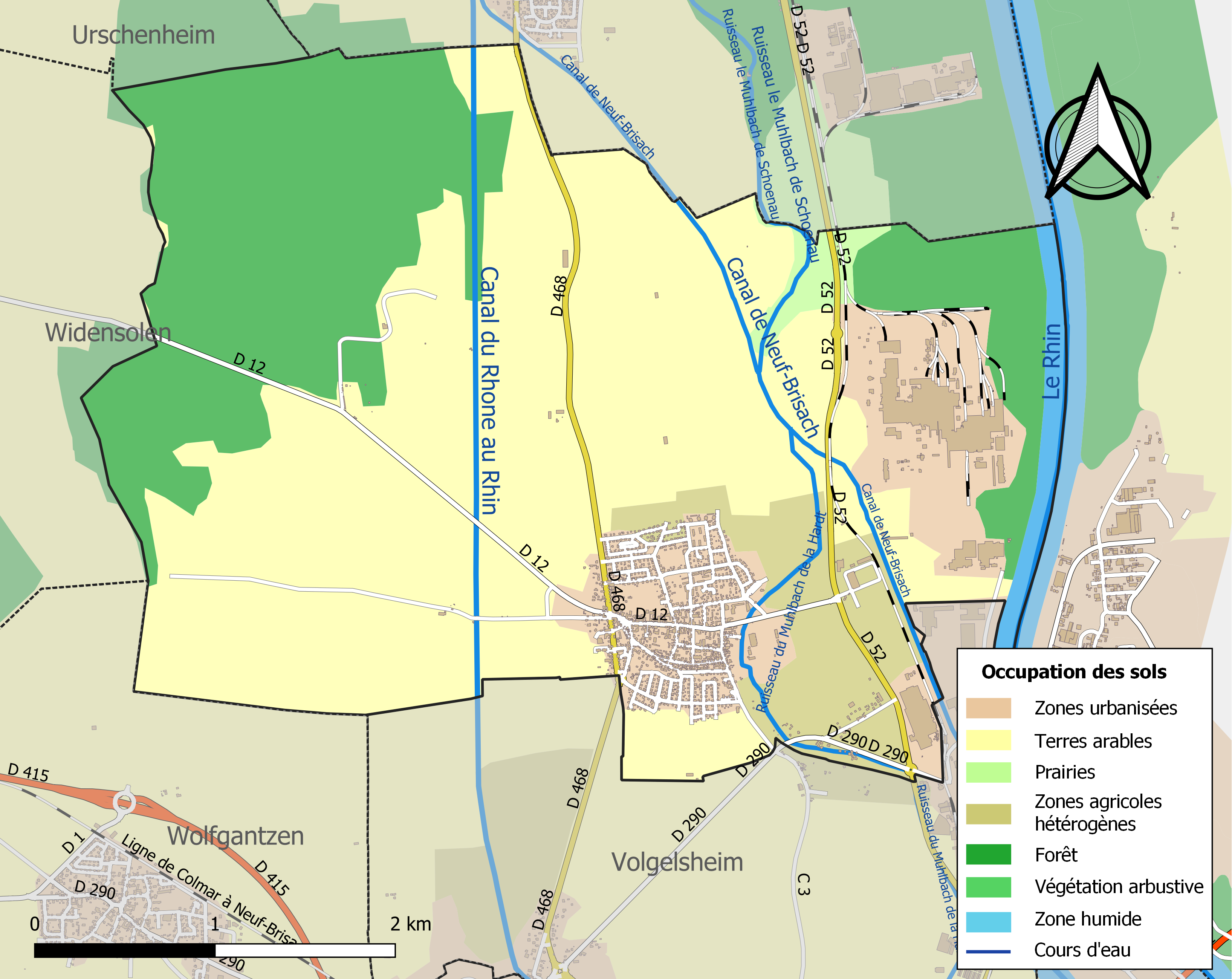
Carte des infrastructures et de l'occupation des sols de la commune en 2018 (CLC).

## Histoire
Après la guerre de Trente Ans, le traité de Westphalie (24 juin 1648) et de Münster donne Vieux-Brisach, les territoires autrichiens de Haute et Basse Alsace et le grand bailliage impérial d'Alsace à la France. Louis XIV installe en 1650 une chambre royale à Ensisheim (ancien siège de la régence d’Autriche) remplacée en 1657 au même endroit par le conseil souverain d'Alsace présidé par Charles Colbert de Croissy (alors intendant à Toulon et frère de Jean-Baptiste Colbert), intendant de la nouvelle province. La première séance se tient le 4 novembre 1658. En 1662, ce conseil est rétrogradé au rang de conseil provincial dépendant du parlement de Metz.
Colmar étant toujours réticente à subir la domination française, Vieux-Brisach accueille en 1673 le conseil souverain d'Alsace, retrouvant là ses fonctions antérieures. Au même moment, le 28 août 1673, les troupes françaises, commandées par Louis XIV en personne, prennent Colmar et détruisirent ses fortifications.
Vieux-Brisach est très bien fortifiée et défendue hors ses murs par le fort Mortier situé côté alsacien et réaménagé vers 1655 par Vauban. Cependant, elle est trop petite pour héberger à la fois le pouvoir militaire, le bailliage et la plus haute instance judiciaire d’Alsace.
De plus, Biesheim, rasé en 1638 par un incendie, de nouveau fortifié en 1643 comme en témoigne l'extrait d’un plan de Colmar de Mérian, est entièrement détruit ainsi que Volgelsheim pendant le siège de Brisach en 1674 par les impériaux (guerre de Hollande). Leurs habitants se réfugient sur une île du Rhin dans des huttes misérables couvertes de paille, ce qui donne le surnom encore actuel de ce lieu : Stroïstadt (ville de paille).
Pour reloger tout ce monde et donner un lieu sûr au conseil couverain, Louis XIV décide de construire en 1677, sur cette île, une ville nouvelle appelée Ville Neuve Brisach ou Ville Neuve St Louis (civita nova de Brisach dans les registres paroissiaux en opposition à veteri Brisach : Vieux-Brisach ou Brisach la haute). La première séance du conseil couverain y est tenue en novembre 1679.
Ville Neuve Brisach devient rapidement une ville importante de près de 1 500 habitants composée des anciens habitants de Biesheim, des magistrats du conseil souverain et de leur personnel, de nombreux artisans et commerçants venus de plusieurs provinces de France, des immigrés venus en masse du Brisgau et de Suisse (calvinistes) attirés par les exemptions de taxes, des militaires, des fonctionnaires du bailliage et d'une communauté juive autorisée, contre subside, à s'installer à la Ville Neuve dès son origine.
Les principales régions de France à fournir des artisans et commerçants sont la Picardie, l'Auvergne, le Périgord  et surtout la Savoie.
De nombreux militaires issus de toute la France et même du Luxembourg et d'Irlande s’établissent dans la cité. Les différents régiments relevés au long des registres paroissiaux sont : le régiment de Suisse de M. Planta, des Vaisseaux, irlandais d'Adlone de M. Stapelton, des Fusiliers, du Roy, de Bourgogne, de la Couronne, de la Marche, de Gransé, de Champagne, de Picardie, le régiment étranger de Berincke, de Navarre, de Bossue, Dupontois, d'Anjou de M. Montflangin, du Piémont, de Barmende, de Bigorre, d'Arlon, d'Alsace, de Villiers, de Normandie, du Beaugerlois de M. Villette et le régiment de Guyenne.
Des signatures de parents illustres figurent dans les registres paroissiaux des naissances : Salomon Jean, procureur, neuf enfants ; d'Andlau François Humbert, conseiller, six enfants ; de Boisgauthier Antoine, conseiller, un enfant ; Brousse Jean Baptiste, huit enfants ; de Favier François, avocat général, neuf enfants ; de Guillemain de Corny André, conseiller, six enfants ; Le Laboureur Jean Augustin Claude, avocat général, deux enfants ; Nithard Joseph, procureur, trois enfants ; Triboux Toussaint procureur, trois enfants etc.
Toute cette population vit en parfaite harmonie, comme l'attestent les parrainages des personnages illustres cités plus haut, en faveur des enfants des habitants les plus modestes. Le seul conflit noté est celui opposant la communauté juive, expulsée de Vieux Brisach et autorisée à séjourner à la Ville Neuve pour approvisionner l'armée en chevaux et autres bestiaux, aux bourgeois laboureurs de l'ancien Biesheim dont les pâtures étaient envahies par les « extraordinaires » troupeaux des juifs.
Cette communauté juive a été très tôt placée sous la protection de Louis XIV puisqu'une ordonnance du 2 mars 1674 leur a fixé le même statut que les juifs du rabbinat de Metz, et Ville Neuve Brisach devient donc le siège juridique de tous les juifs d'Alsace (Aaron Wormser est le premier titulaire du rabbinat). Les juifs (trente-huit familles en 1680) se dotèrent, le 30 juin 1692, d’un trio d'élus (Wolf Bloch, Isaac Netter, Meyer Rabys) responsables de la communauté, avec un budget de 50 livres tournoi annuel. Ils ont pouvoir d'exclusion.
La ville comprend également un fondeur devenu célèbre : le Suisse Jean-Jacques Keller, inventeur du mortier (d'où le nom du fort). Ce fort Mortier, objet d'une étude en cours[Quand ?], est complété par le fort Saint-Jacques aussi nommé fort des Cadets ou fort entre les ponts (construit en 1680 sur l'île pour dominer le pont entre la ville neuve et Breisach). Il abrite une académie militaire de jeunes nobles instruits par des maîtres d'armes, des maîtres de danse et de peinture.
Fait remarquable, la ville est dotée d'un instituteur en français (Roger Jean, François Henrion puis Pierre Derlachaux) et d'instituteurs en langue allemande (Georg Brunner jusqu'à son décès en 1687, Georg Buosch jusqu'à son décès en 1692).
L'église et les registres paroissiaux sont tenus par Pierre Dulys curé de Vieux-Brisach, puis par Louis Petigot jésuite et enfin par le curé Jean-Jacques Schwartz originaire de Vieux-Brisach (sa sœur, Marie Françoise, est mariée avec un chirurgien de Limoges Jean Rousset).
Ils sont assistés ou remplacés par les pères Augustins de Vieux-Brisach : Jean Bonus Contus, Bernard Schorer, Joannes Bonus van Kindert, François Charles Ritter, François Frédéric Fillistorff, Denis Streit, Michel Philipponat, Jean Henri Halbysen et le père Edouard.
Les responsables des registres paroissiaux germanisent ou francisent allègrement au gré de leur humeur et origine les patronymes de leurs ouailles.
La particularité de cette ville éphémère est qu'elle peut être reconstituée entièrement par les différentes pièces retrouvées aux archives : nombre, situation, propriétaires et locataires des maisons ; nom, profession et religion des occupants ; recensements, demandes d'admission à la bourgeoisie, liste des veuves, des étrangers, des réfugiés etc. Seuls manquent un plan complet et des reproductions des principales habitations ou palais. Les vues présentées sont celles visibles au Stadtbauamt/Stadtarchiv et au musée de Vieux-Brisach.

### La destruction
L'histoire de la ville, en expansion continue et à l'avenir brillant, fut brutalement interrompue par le traité de Ryswick (31 octobre 1697) qui rend au Rhin son rôle de frontière et provoque la perte des têtes de pont de Huningue, Fort Louis, Vieux-Brisach, du Brisgau et la destruction de la Ville Neuve.
Il est à noter que Louis XIV hésite un certain temps entre rendre à l'Autriche Strasbourg ou conserver Vieux Brisach. On imagine le désarroi de toutes ces personnes mises devant le fait accompli et obligées de plier bagage rapidement. Certains quittent définitivement la région, un grand nombre, même d'origine française (Bosson, Richard, Blaisemaille, Flamischon), s'établit à Vieux Brisach.
Les anciens habitants de Biesheim (en majorité laboureurs ou journaliers) reconstruisent leur village et leur église avec les matériaux récupérés, les cabaretiers s'en vont à Neuf-Brisach, une grande partie des juifs, non autorisés, ainsi que les protestants, à s'établir à Neuf-Brisach, s'installent à Biesheim et y fondent une des communautés les plus prospères de Haute Alsace (1/3 de la population au XIXe siècle).
La décision de la construction de Neuf-Brisach est relatée dans le journal du marquis de Dangeau :
« Monseigneur courut le cerf et au retour de la chasse il joua chez Madame La Princesse De Conty au brelan. -le roi fait travailler à Neuf-Brisach ; ce sera une place qui coûtera du moins cinq millions. Il n'y a aucune habitation ; on la fait en plein champ. On la place environ à trois quarts de lieues de Brisach. Il nous reste encore quelque ouvrage en deçà du Rhin que nous communiquerons à la place nouvelle par de grosses redoutes »

### LaSeconde Guerre mondiale
La commune a été décorée, le 11 novembre 1948, de la Croix de guerre 1939-1945.

## Politique et administration

### Découpage territorial
La commune de Biesheim est membre de la communauté de communes Pays Rhin-Brisach, un établissement public de coopération intercommunale (EPCI) à fiscalité propre créé le 9 juin 2016 dont le siège est à Volgelsheim. Ce dernier est par ailleurs membre d'autres groupements intercommunaux.
Sur le plan administratif, elle est rattachée à l'arrondissement de Colmar-Ribeauvillé, à la circonscription administrative de l'État du Haut-Rhin, en tant que circonscription administrative de l'État, et à la région Grand Est. 
Sur le plan électoral, elle dépendait jusqu'en 2020 du  canton d'Ensisheim pour l'élection des conseillers départementaux au sein du conseil départemental du Haut-Rhin. Depuis le 1er janvier 2021, elle dépend du même canton pour l'élection des conseillers d'Alsace au sein de la collectivité européenne d'Alsace.

### Liste des maires
| Période                                  | Période                   | Identité                                  | Étiquette    | Qualité                                        |
| ---------------------------------------- | ------------------------- | ----------------------------------------- | ------------ | ---------------------------------------------- |
| 1889                                     | 1917                      | Henri Seiler (1849-1930)                  |              | Epicier                                        |
| 1917                                     | 1918                      | François Joseph Seiler (1848-?)           |              | Sellier                                        |
| 1918                                     | 1941                      | Joseph Althusser (1878-1953)              |              | Cultivateur                                    |
| 1941                                     | 1945                      | Pierre Biellmann (1913-2003)              |              | Cultivateur                                    |
| 1945                                     | 1965                      | Lucien Fohrer (1908-1980)                 |              | Cultivateur                                    |
| mars 1965                                | mars 1977                 | François Hug (1924-2004)                  |              | Conducteur de travaux comptables               |
| mars 1977                                | mars 1983                 | Émile Jaeger (1912-1995)                  |              | Militaire                                      |
| mars 1983                                | mars 2014                 | Georges Trescher                          | RPR puis UMP | Conducteur de travaux retraité                 |
| mars 2014                                | En cours (au 31 mai 2020) | Gérard Hug Réélu pour le mandat 2020-2026 | UDI          | Président de la CC Pays Rhin-Brisach (2017 → ) |
| Les données manquantes sont à compléter. |                           |                                           |              |                                                |

### Finances locales
En 2015, les finances communales était constituées ainsi :
- total des produits de fonctionnement : 5 119 000 €, soit 2 012 € par habitant ;
- total des charges de fonctionnement : 3 625 000 €, soit 1 425 € par habitant ;
- total des ressources d’investissement : 1 030 000 €, soit 405 € par habitant ;
- total des emplois d’investissement : 1 695 000 €, soit 666 € par habitant ;
- endettement : 2 291 000 €, soit 901 € par habitant.

Avec les taux de fiscalité suivants :
- taxe d'habitation : 6,14 % ;
- taxe foncière sur le bâti : 9,61 % ;
- taxe foncière sur les propriétés non bâties : 46,68 % ;
- taxe additionnelle à la taxe foncière sur les propriétés non bâties : 0,00 % ;
- cotisation foncière des entreprises : 0,00 %.

### Jumelages
Biesheim est jumelée avec :
- Le Mas-d'Agenais (France) depuis le 8 août 1969.

## Population et société

### Démographie
L'évolution du nombre d'habitants est connue à travers les recensements de la population effectués dans la commune depuis 1793. Pour les communes de moins de 10 000 habitants, une enquête de recensement portant sur toute la population est réalisée tous les cinq ans, les populations de référence des années intermédiaires étant quant à elles estimées par interpolation ou extrapolation. Pour la commune, le premier recensement exhaustif entrant dans le cadre du nouveau dispositif a été réalisé en 2005.

En 2022, la commune comptait 2 519 habitants, en évolution de −1,87 % par rapport à 2016 (Haut-Rhin : +0,66 %, France hors Mayotte : +2,11 %).
| 1793  | 1800  | 1806  | 1821  | 1831  | 1836  | 1841  | 1846  | 1851  |
| ----- | ----- | ----- | ----- | ----- | ----- | ----- | ----- | ----- |
| 1 407 | 1 472 | 1 570 | 1 632 | 1 767 | 1 790 | 1 757 | 1 861 | 1 942 |

| 1856  | 1861  | 1866  | 1871  | 1875  | 1880  | 1885  | 1890  | 1895  |
| ----- | ----- | ----- | ----- | ----- | ----- | ----- | ----- | ----- |
| 1 755 | 1 606 | 1 537 | 1 448 | 1 448 | 1 476 | 1 430 | 1 432 | 1 377 |

| 1900  | 1905  | 1910  | 1921  | 1926  | 1931  | 1936  | 1946 | 1954 |
| ----- | ----- | ----- | ----- | ----- | ----- | ----- | ---- | ---- |
| 1 340 | 1 296 | 1 275 | 1 205 | 1 146 | 1 164 | 1 053 | 847  | 962  |

| 1962  | 1968  | 1975  | 1982  | 1990  | 1999  | 2005  | 2006  | 2010  |
| ----- | ----- | ----- | ----- | ----- | ----- | ----- | ----- | ----- |
| 1 019 | 1 149 | 1 874 | 1 959 | 2 125 | 2 315 | 2 329 | 2 303 | 2 447 |

| 2015  | 2020  | 2022  | - | - | - | - | - | - |
| ----- | ----- | ----- | - | - | - | - | - | - |
| 2 546 | 2 510 | 2 519 | - | - | - | - | - | - |

## Culture locale et patrimoine

### Lieux et monuments

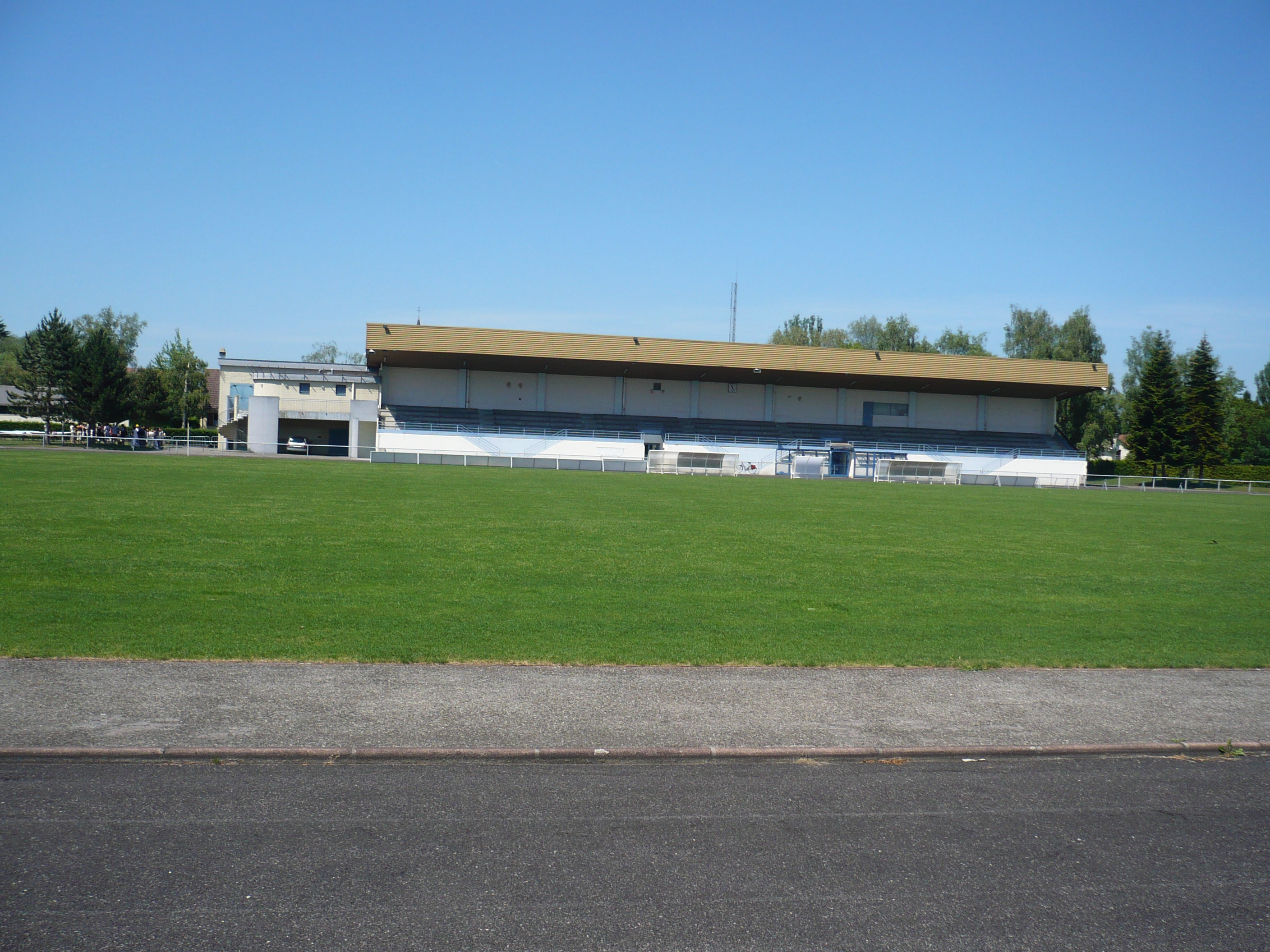
Le stade de football.
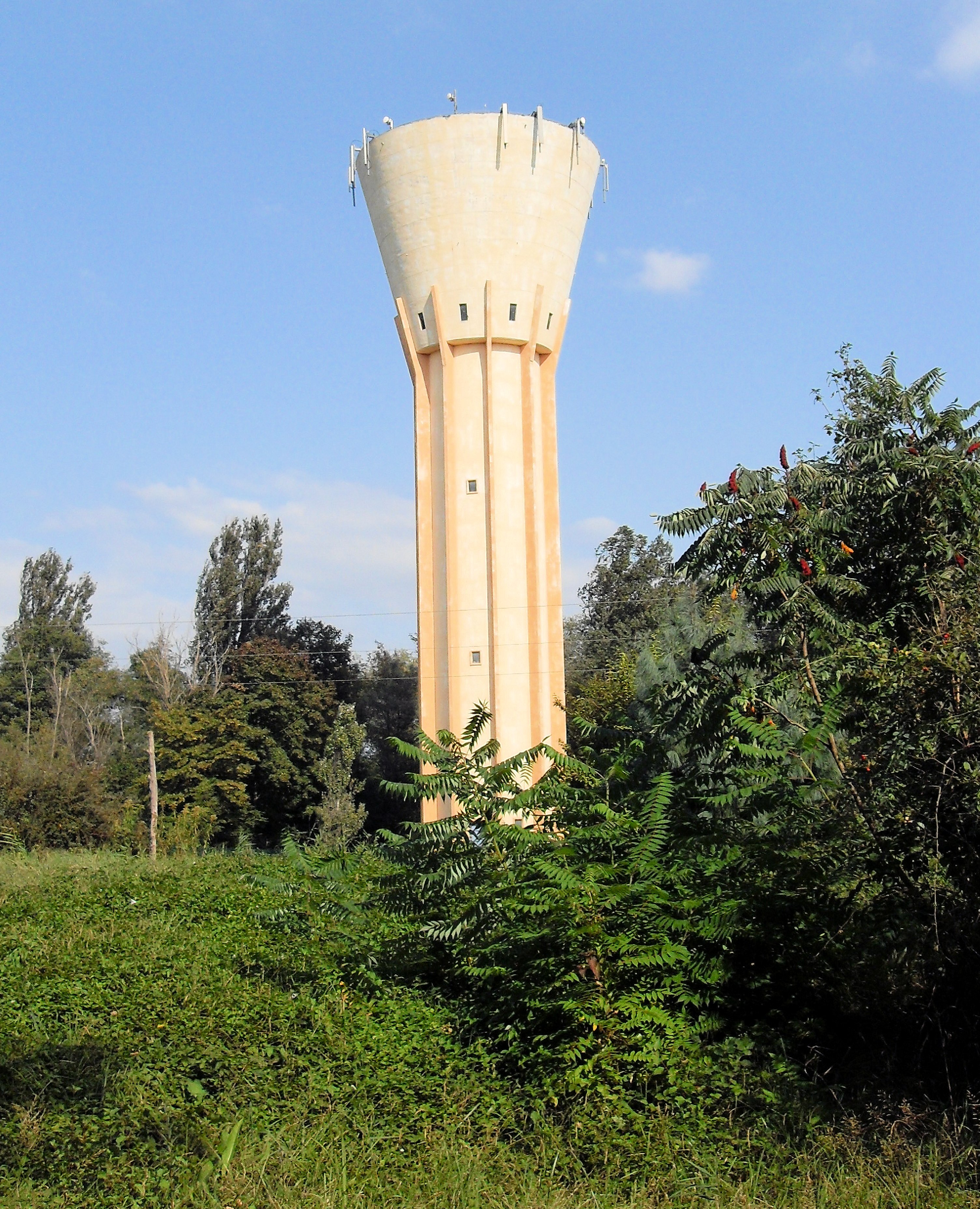
Le château d'eau.
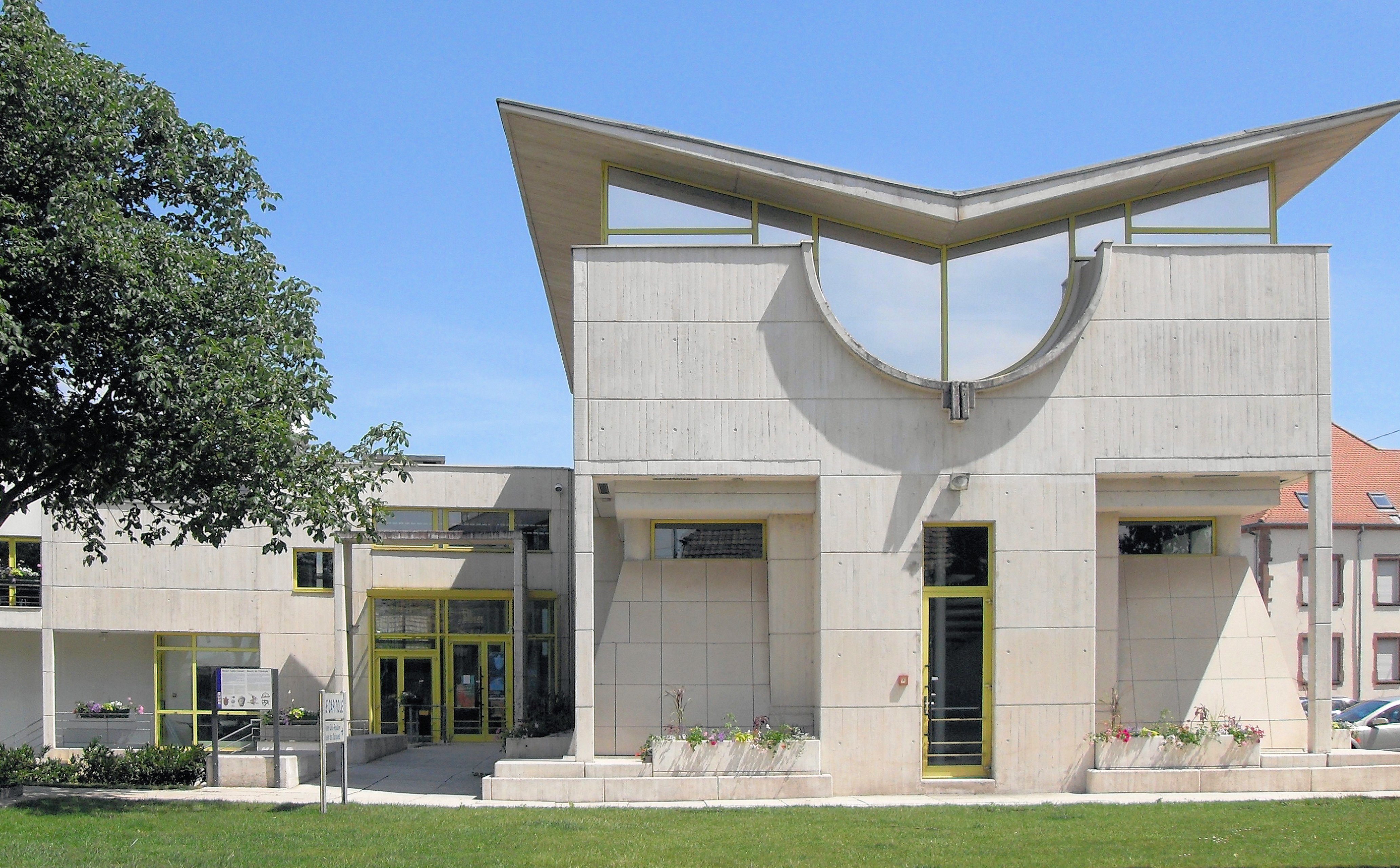
Le musée de l'Optique et le musée gallo-romain.
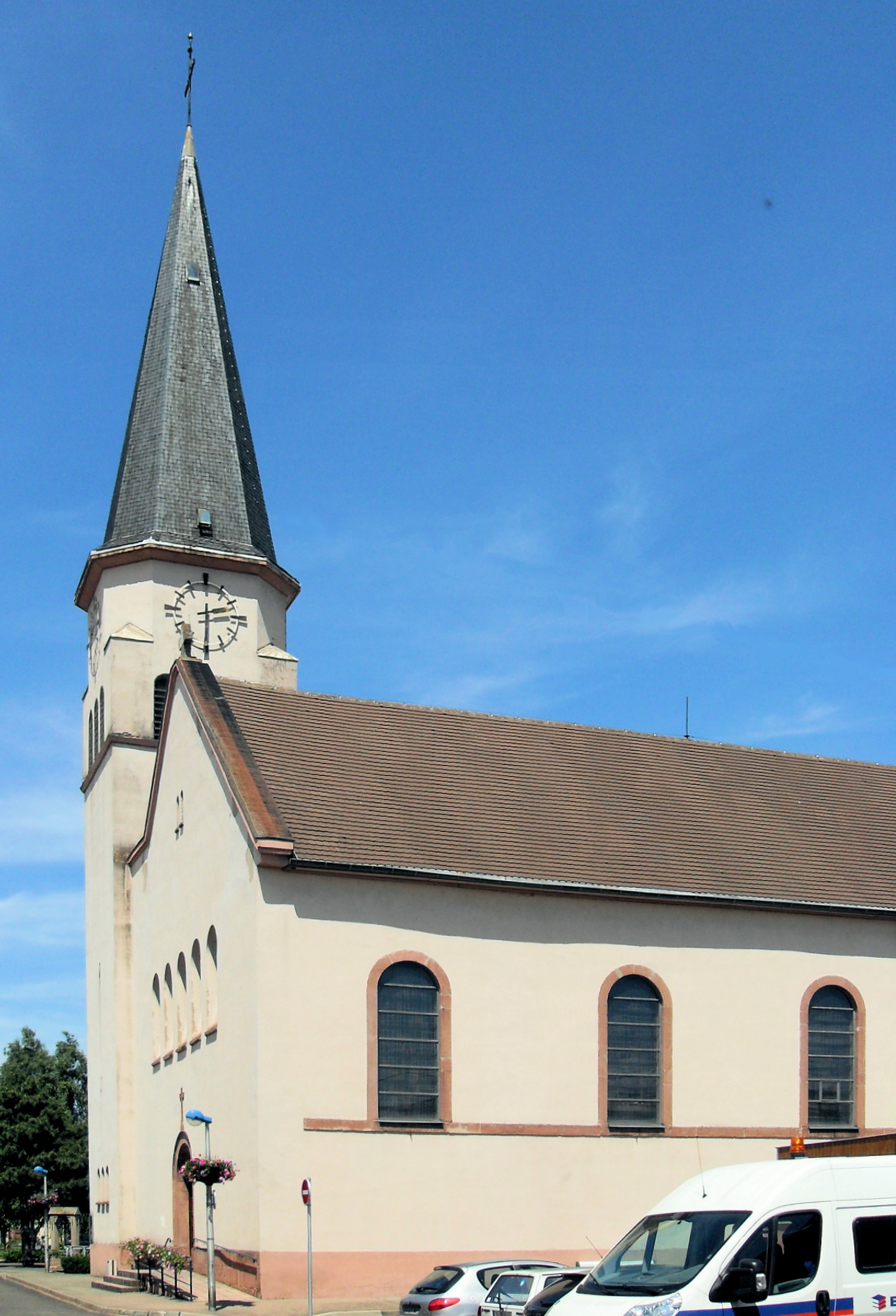
L'église Saint-Jean-Baptiste.
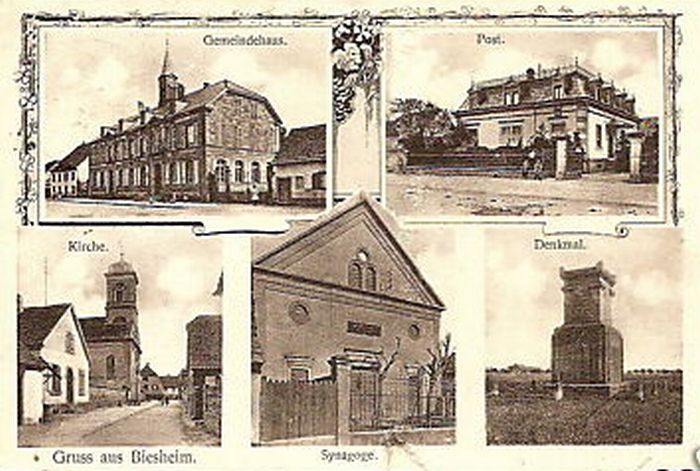
Synagogue avant 1918.

- L'église Saint-Jean-Baptiste[40] et son orgue de Georges Schwenkedel[41].
- Vicus gallo-romain de l'Oedenbourg[42].
- Ancien relais de poste[43].
- Cimetière[44].
- Cimetière juif[45].
- Monument aux morts[46].
- Le musée de l’Optique[47] et le musée gallo-romain[48].
- Prieuré Saint Jean-Baptiste

### Personnalités liées à la commune
- Julius Leber, homme politique allemand (SPD) et un résistant contre le national-socialisme (nazisme), né à Biesheim le 16 novembre 1891.
- Lucien Weil, peintre français né à Biesheim en 1902.

### Sport
- ASC Biesheim, club de football fondé en 1968 qui connaît plusieurs succès à l'échelle régionale, notamment dans les années 1990. Depuis la saison 2023-2024, il évolue en National 2,

### Héraldique
| Blason de Biesheim | Les armes de Biesheim se blasonnent ainsi : « D'azur au saumon d'argent posé en bande, la queue recourbée, à la filière cousue de gueules. » |